# Istoria Portugaliei

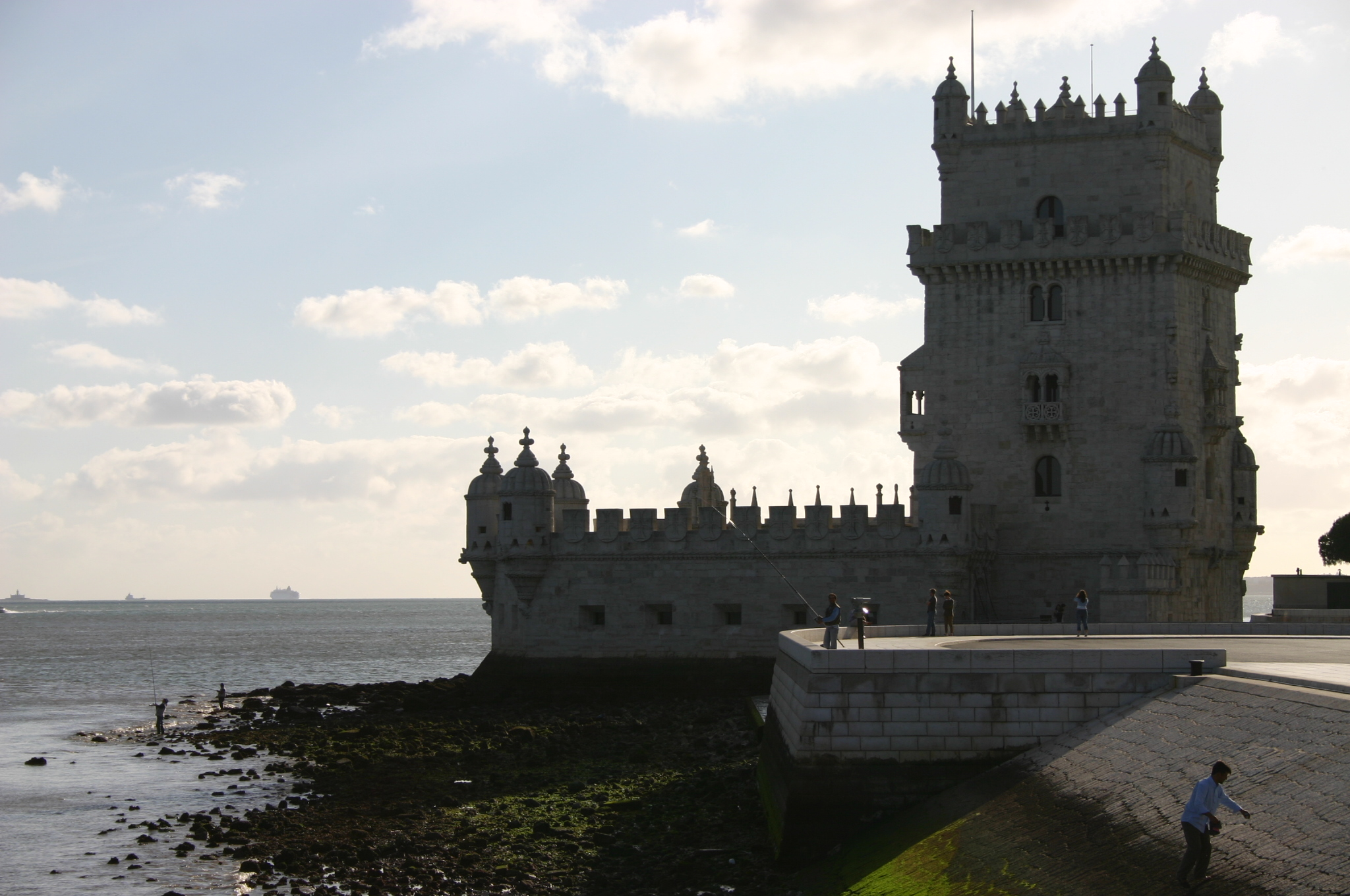
Torre de Belém

Istoria Portugaliei a început acum 400.000 de ani, când regiunea în care se află Portugalia în prezent era locuită de Homo heidelbergensis. Încă din timpuri străvechi diferite triburi au locuit în regiunea geografică a Portugaliei. Triburile iberice ale lusitanilor care populau teritoriul Portugaliei în antichitate a fost supuse de romani în secolele I - II î. Hr. Lusitania, provincie a Imperiului Roman, este cucerită în secolul al V-lea d. Hr. de triburile germanice ale suebilor, în secolul al VI-lea de către vizigoți, intrând apoi, în anii 711 - 718, în stăpânirea arabilor. Din secolul al X-lea, ținuturile cuprinse între râurile Minho și Douro sunt desemnate cu numele de Terra Portucallis, de la numele roman Portus Calle, al orașului Porto. Acest popor musulman a fost eventual expulzat în timpul recuceririi creștine a peninsulei. Împărțirea naturală a Peninsulei Iberice nu este de la vest spre est, ci de la sud spre nord, separând cultura și climatul atlantic de cel mediteranean. Totuși, Portugalia cu granițele aproape stabilite în secolul al XIII-lea, este una dintre cele mai vechi națiuni din Europa. A descoperit și a pierdut un imperiu, și-a abandonat și și-a recâștigat autonomia, iar de la revoluția din 1974, care a pus capăt perioadelor dictatoriale, și-a format noi legături cu fostele sale posesiuni.
În anul 1139, Portugalia devine un regat independent de regatul Leon din nord-vestul peninsulei iberice.  Pornind de la Reconquista ca o țară independentă în 1143, și cu teritoriu aproape constant din secolul XIII, Portugalia a avut o legătură profundă cu oceanul. Din cele mai vechi timpuri, pescuitul și comerțul maritim au fost printre activitățile economice principale portugheze. În timpul Reconquistei (secolele IX - XIII), pe teritoriul eliberat de sub dominația arabă ia ființă, în 1095, comitatul Portugaliei, vasal Regatului León, iar în 1139 Regatul Portughez. În 1147 este recucerită Lisabona (care va înlocui Coimbra ca reședință regală), în 1249, provincia sudică Algarve, ultima aflată sunt stăpânire arabă. La încheierea Reconquistei sunt trasate hotarele cu Spania vecină (1267), Portugalia fiind primul stat european care-și fixează definitiv frontierele, rămase neschimbate până astăzi. Istoria imperiului portughez se întinde pe o durata de aproape 600 de ani, de la capturarea orașului Ceuta în 1415 până la transferarea regiunii Macao către China în 1999 (de facto) sau acordarea suveranității Timorului de Est în 2002 (de jure), după ocuparea de către Indonezia din 1975. Imperiul s-a răspândit pe un număr mare de teritorii care acum fac parte din 53 de state suverane diferite, lăsând o influență culturală și arhitecturală profundă pe tot globul.
În secolele XV și XVI, Portugalia dă startul epocii marilor descoperiri, devine o mare putere maritimă și își extinde influența și creează primul imperiu global, Ajunge una dintre marile puteri economice, politice și militare ale lumii. În 1415 are loc cucerirea primelor așezări de pe coasta nord-africană (Ceuta), apoi expansiunea pe litoralul Africii Occidentale (călătoriile lui Henric Navigatorul); Bartolomeu Diaz atinge Capul Bunei Speranțe, Vasco da Gama descoperă drumul maritim spre India, iar Pedro Álvares Cabral debarcă în 1500 pe litoralul Braziliei. Interesul lui Henry Navigatorul (secolul XV) în explorare, împreună cu dezvoltările tehnologice în navigație ale timpului au permis începerea expansiunii portugheze și progreselor în cunoașterea geografică.  Pune bazele unui vast imperiu colonial: (ins. Capului Verde, Angola, Mozambic, Arabia de Sud, coasta occidentală a Indiei, peninsula Malacca, Ceylon, Brazilia), apogeul expansiunii teritoriului și al înfloririi economice și culturale fiind atins în timpul domniei regelui Manuel I (1495 - 1521). La jumătatea secolului al XVI-lea, Portugalia pierde statutul de mare putere maritimă, cea mai mare parte a imperiului său colonial fiind cucerită, în secolele XVII-XVIII, de Olanda și Anglia. Între 1580 și 1640, Portugalia este anexată de către Spania. 
Datorită imperiului, limba portugheza este astăzi vorbita de peste 250 de milioane de persoane (fiind a șasea cea mai vorbita limbă maternă) și există o serie de limbi creole bazate pe portugheză. După perioada ei de glorie mondială din secolele XV-XVI, Portugalia a pierdut mult din bunăstarea sa prin distrugerea Lisabonei într-un cutremur din anul 1755, ocuparea sa în timpul Războaielor Napoleonice și prin pierderea coloniei sale braziliene în 1822. Lentul și inexorabilul declin al Imperiului Portughez nu poate fi oprit nici de reformele în spiritul absolutismului luminat din timpul regelui José I de Bragança (1750 - 1777), nici de introducerea monarhiei constituționale în (1822). În 1822, Brazilia, cea mai importantă colonie a Portugaliei, își proclamă independența. Influenta Portugaliei a fost mult redusă în timpul secolului al XIX-lea, odată cu independența Braziliei, secol este marcat de antagonismul dintre liberali (republicani) și conservatori (regaliști), care răbufnește în frecvente războaie civile. După revoluția din 5 noiembrie 1910 monarhia este abolită, iar Portugalia se proclamă republică, inițiind o perioadă de republicanism haotic prin care este creată Prima Republică Portugheză, fiind ulterior înlocuită de regimul autoritar de dreapta Estado Novo. Lovitura de stat militară din 28 mai 1926, inițiată de generalul Carmona, deschide calea dictaturii lui António de Oliveira Salazar (ministru de finanțe din 1928), apoi prim-ministru (1932 - 1968), care impune în 1933 o constituție de tip fascisto-corporatist. În 1949 Portugalia devine membru fondator al NATO. Democrația a fost restaurată după războiul colonial portughez și revoluția garoafelor din 1974. La 25 aprilie 1974 o insurecție militară (Revoluția Garoafelor Roșii), inițiată de forțele armate obosite de războaiele coloniale, îi înlătură pe succesorii lui Salazar (președintele Américo Tomás și prim-ministrul Marcelo Caetano) și deschide calea restaurării democrației. Se prăbușește astfel, fără vărsare de sânge, ultimul și cel mai vechi regim dictatorial al Europei occidentale. La scurt timp după, independența a fost acordat multor țări precum Angola, Mozambic, São Tomé și Príncipe, Timorul de Est, Capul Verde și Guineea-Bissau.
Dreptul coloniilor portugheze la autodeterminare și suveranitate este recunoscut oficial la 19 iulie 1974, după o revoluție militară de stânga care a instalat un guvern care a instituit o serie de reforme democratice. Anul următor, Portugalia a declarat independența coloniilor sale din Africa: Mozambic, Angola, Guinea-Bissau, Capul Verde și São Tomé și Príncipe) și și-a pierdut colonia Timorul de Est din Asia din cauza unei invazii indoneziene. O relativă instabilitate politică, tensiuni și tentative de puciuri militare de stânga și dreapta, frecvente restructurări în lumea partidelor politice jalonează drumul Portugaliei spre o democrație pluralistă echilibrată. Portugalia devine în 1986 membru al Uniunii Europene. Reflex al progresului economic îl constituie organizarea la Lisabona, în 1998, a Expoziției Universale, cu ocazia împlinirii a 500 de ani de la descoperirea de către Vasco da Gama a drumului spre India.  Portugalia însăși a intrat în Uniunea Europeană în 1986, pierzând o altă dependență asiatică, Macau, redăruită unei suveranități chineze în decembrie 1999.

În prezent Portugalia este o țară dezvoltată având o economie avansată, standarde ridicate de viață  și infrastructuri de înaltă calitate, precum cea rutieră, conform „Global Competitiveness Report”. Totodată, Portugalia este una dintre cele mai globalizate și pașnice națiuni din lume. Aceasta este un membru al Organizației Națiunilor Unite, Uniunii Europene, Zonei Euro, OECD, NATO, OMC, OSCE, Spațiului Schengen, Consiliului Europei și numeroase alte instituții internaționale. Portugalia a fost printre primele țări care a abolit pedeapsa capitală, în 1867. La data de 31 mai 2010, Portugalia a devenit a șasea țară din Europa și a opta țară din lume care recunoaște în mod legal căsătoriile homosexuale. De asemenea, Portugalia este prima țară din lume care a decriminalizat pe deplin utilizarea oricăror tipuri de droguri în 2001. 

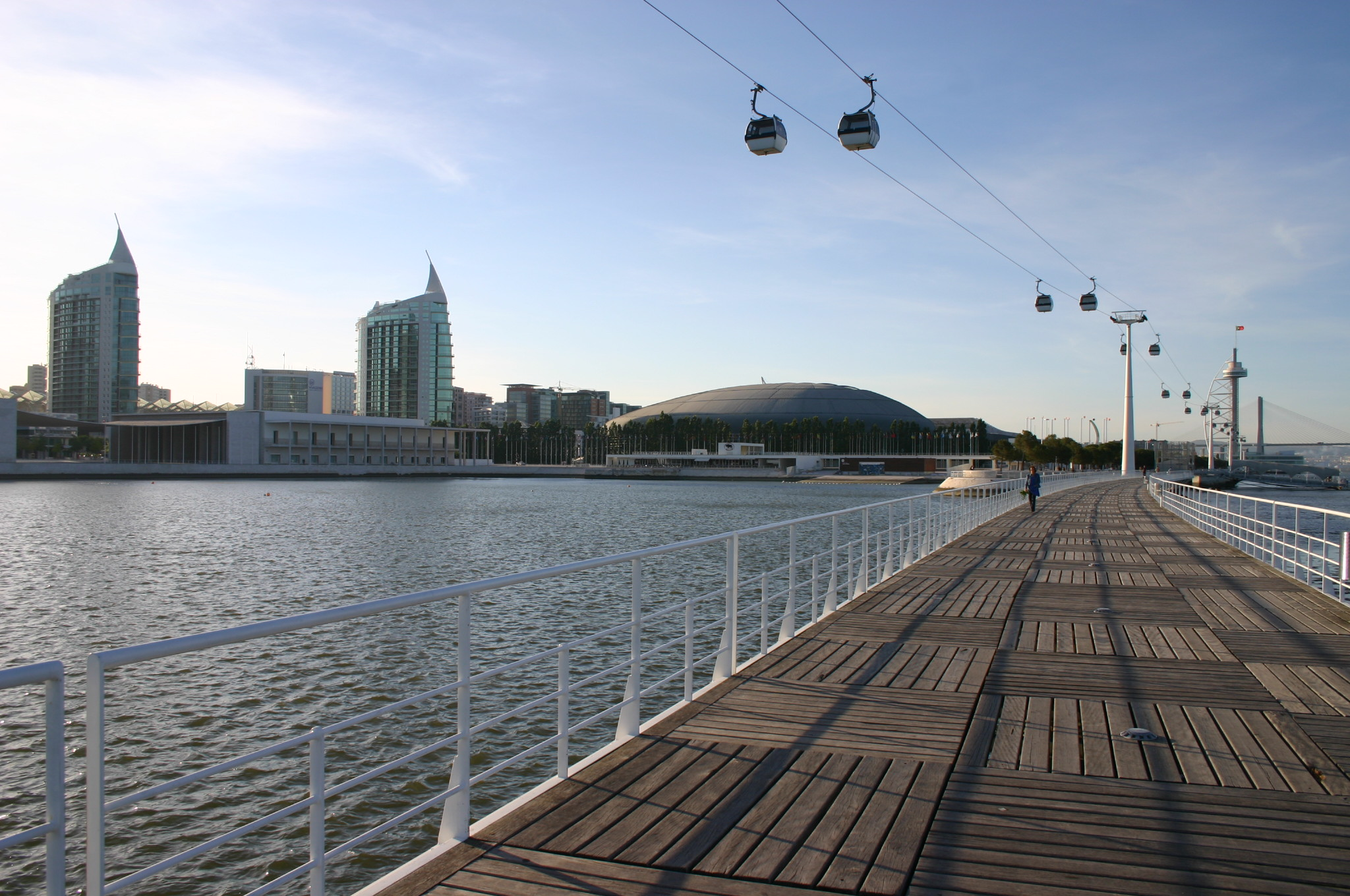
Lisabona